# Elbphilharmonie
Elbphilharmonie (în română  „Filarmonica Elba”), poreclită Elphi, este o sală de concerte din Hamburg, Germania, pe peninsula Grasbrook a râului Elba care a fost finalizată în noiembrie 2016. A fost planificată cu scopul de a crea un nou simbol distinctiv al orașului și un „monument cultural pentru toți”. Clădirea de 110 de metri înălțime din districtul HafenCity este situată pe malul drept al brațului Norderelbe (Elba de nord), la vârful  Großen Grasbrooks, între gurile bazinelor portuare Sandtorhafen și Grasbrookhafen. A fost construit folosindu-se carcasa fostului depozit A de pe chei (Kaispeicher A) (construit în 1963). Pe această bază a fost amplasată o structură modernă cu fațadă de sticlă, care se dorește să amintească de vele, valuri de apă, aisberguri sau un cristal de cuarț. Locația de la Kaiserhöft se caracterizează prin vechiul port industrial și arhitectura neogotică din cărămidă a Speicherstadt-ului.
La fel ca Berliner Philharmonie, Philharmonie de Paris sau Philharmonie Lëtzebuerg (Filarmonica Luxembourg), este una dintre cele mai mari și mai eficiente săli acustic concepute pentru muzică simfonică. La fel, ca și primele două menționate, este conceput pentru a plasa publicul, nu în fața, ci în jurul orchestrei.

## Istoric
Conceptul sălii de concert a început de la o idee prezentată în 2001 de dezvoltatorul de proiecte din Hamburg, arhitectul Alexander Gérard. Construcția a fost apoi aprobată în 2007 de consilierii primarului Ole von Beust. Designul și planificarea filarmonici provine în principal de la firma de arhitectură din Basel Herzog & de Meuron. Antrepenorul a fost Elbphilharmonie Bau KG, al cărui acționar și principal finanțator este Orașul Liber și Hanseatic Hamburg. Clădirea a fost construită de către firma de construcții Hochtief.
Din cauza întârzierilor și a depășirii costurilor de construcție estimate inițial, Filarmonica Elba a devenit cunoscută la nivel național cu mult înainte de finalizare: costurile de construcție s-au ridicat în cele din urmă la aproximativ 866 de milioane de euro, de peste unsprezece ori mai mult decât suma planificată inițial de 77 de milioane de euro. Data stabilită în noul contract pentru construcția și predarea cheii la 31 octombrie 2016 a fost îndeplinită la timp. Inaugurarea zonei de concerte a fost sărbătorită pe 11 și 12 ianuarie 2017 cu un concert al Orchestrei NDR Elbphilharmonie. Sala Mică a fost inaugurată pe 12 ianuarie 2017 de către Ensemble Resonanz. În primul an de la deschidere, aproximativ 850.000 de oameni au participat la peste 600 de concerte în Elbphilharmonie, peste 4,5 milioane de vizitatori au făcut un pelerinaj în Plaza și peste 70.000 de persoane au fost oaspeții celor două săli de concerte.

## Edificiul

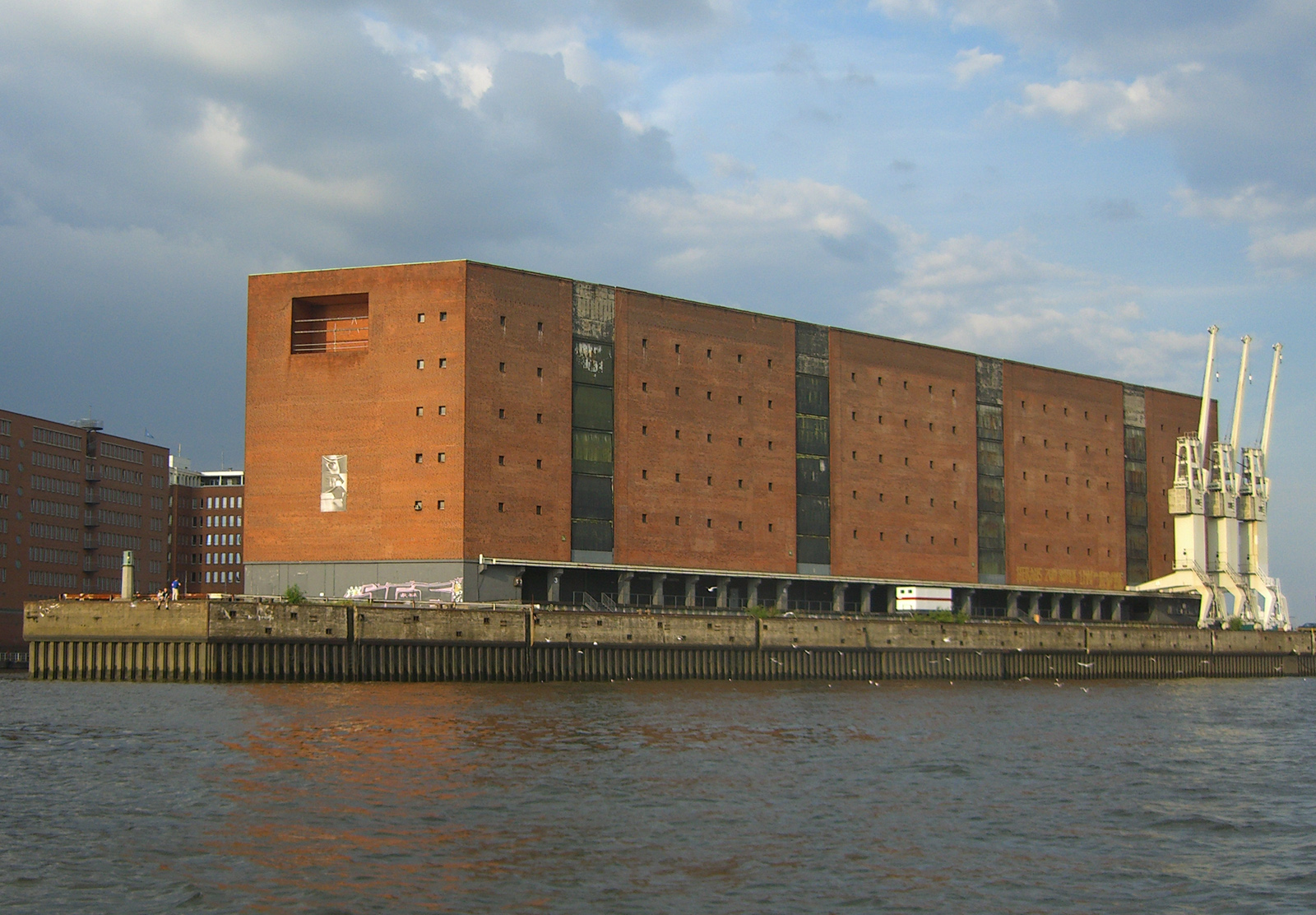
Depozitul (Kaispeicher A) înainte de începerea construcției

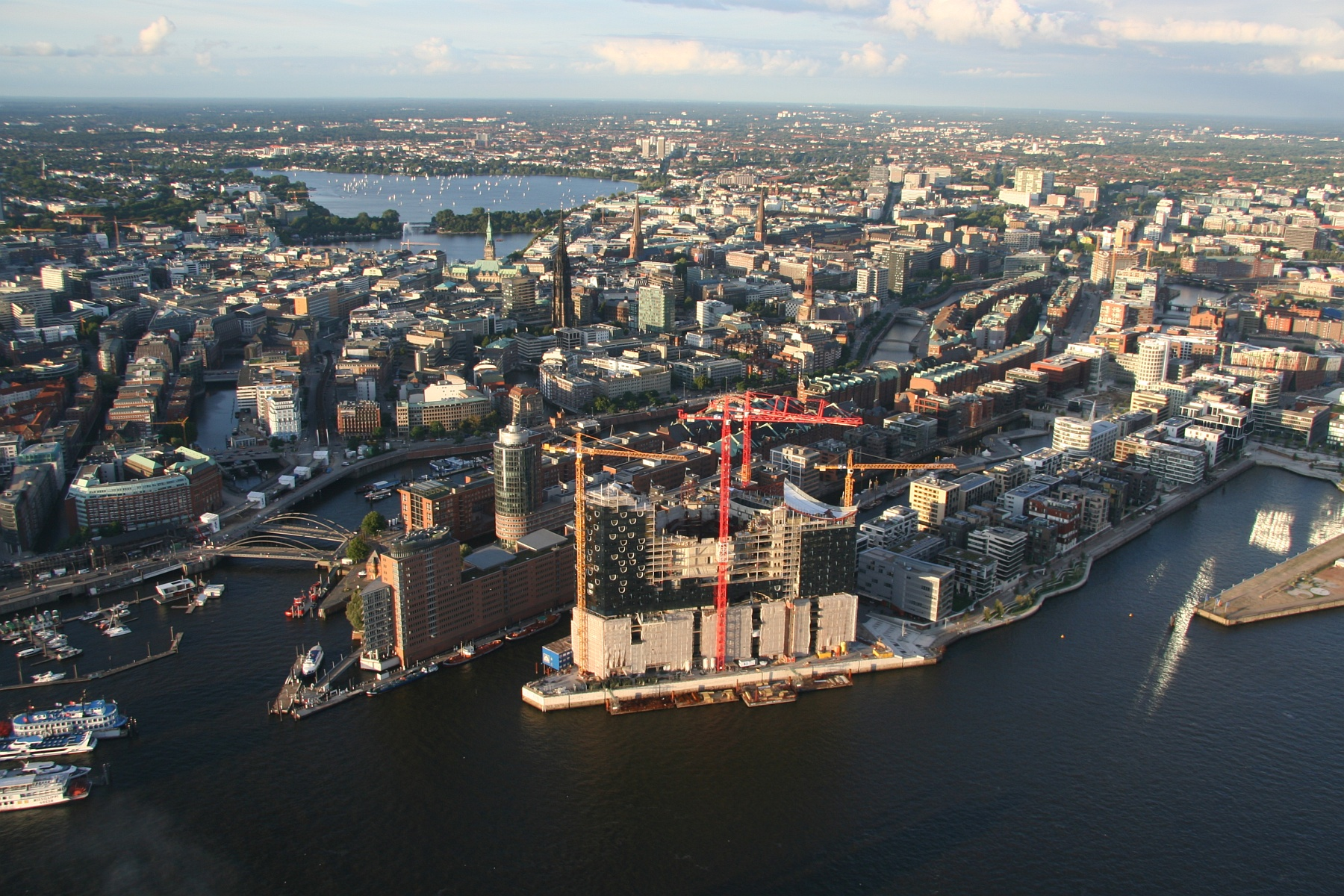
Vedere aeriană a șantierului cu Hamburger Altstadt, Alster, HafenCity și Elbphilharmonie (septembrie 2010)

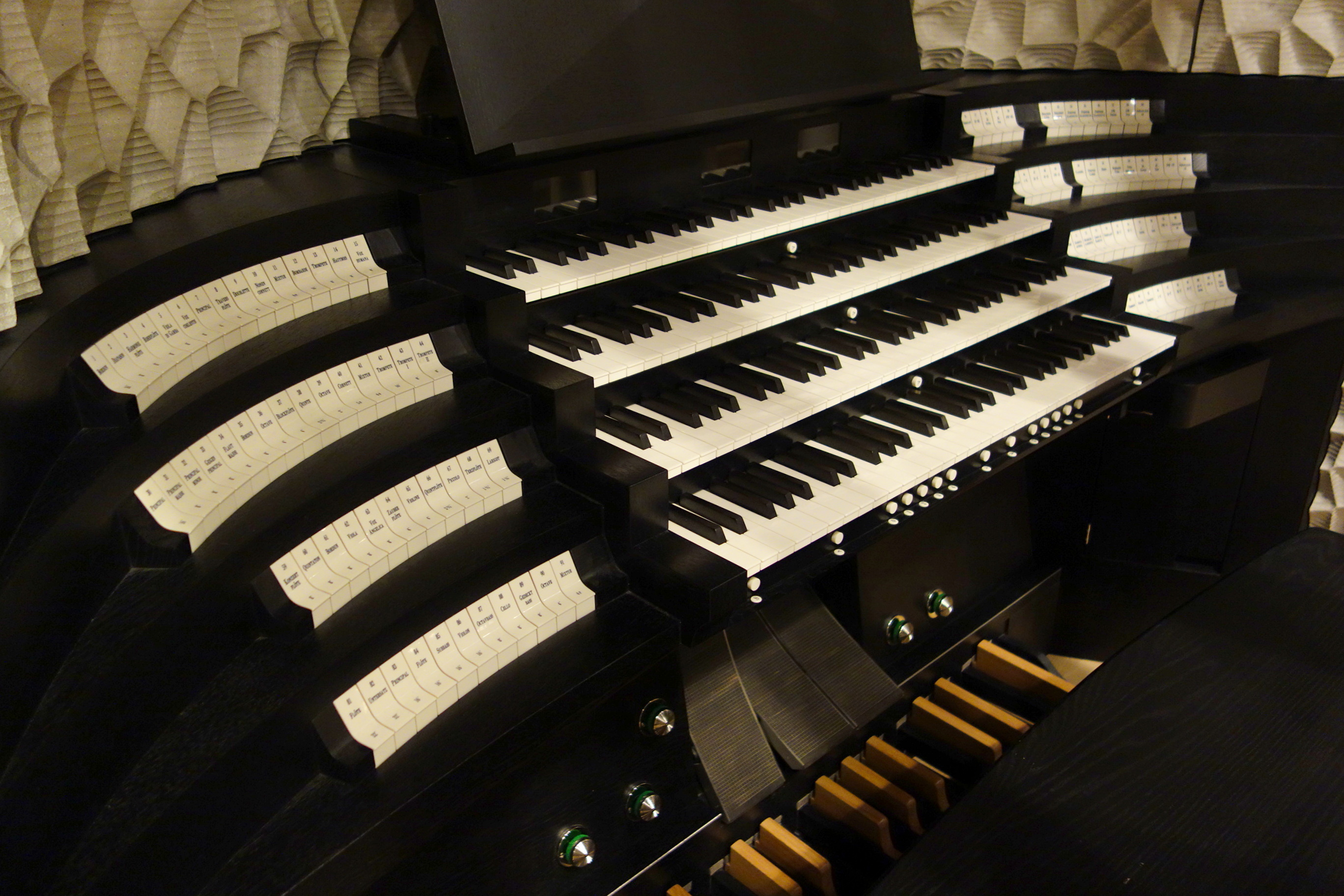
Consola tastaturii pentru orgă

Proiectul biroului de arhitectură din Elveția Herzog & de Meuron a avut în vedere o structură placată cu sticlă cu o formă de acoperiș curbată marcant, cunoscută și sub numele de „valuri de sticlă”, așezată pe structura de cărămidă Kaispeicher A existentă din 1963. Scopul a fost de a crea o trăsătură caracteristică a clădirii pentru a crea o siluetă inconfundabilă în Hamburg. Spre deosebire de primele planuri, fosta unitate de depozitare a fost complet dezechipată, păstrându-se doar fațada declarată monument și părți ale fundațiilor. Placa pardoselii de distribuție a încărcăturii clădirii este așezată pe 1.732 de piloți care au fost încorporați adânc în albia râului. Structura superioară potrivită cu precizie avea o fațadă de sticlă formată dintr-un total de 1.100 elemente individuale de sticlă, fiecare constând din patru sticle de geam. Toate geamurile au primit protecție integrată împotriva luminii și căldurii prin folii imprimate cu grilaj. 595 de elemente de sticlă sunt curbate individual, un singur dintre aceste ferestre de sticlă costă în jur de 72.000 de euro. Potrivit arhitecților, părțile curbe ale fațadei dau impresia unui cristal uriaș care reflectă în diferite moduri cerul, apa și orașul.
Clădirea are 26 de etaje și este înconjurată de la parter până la Plaza aflată la etajul opt, de fațada Kaispeicher A, un fost depozit de cacao, ceai și tutun într-o locație proeminentă în vechiul port Hamburg. Are cel mai înalt punct în vârful cheiului în jur de 110 de metri înălțime, cel mai jos punct de pe fațada de est este cu aproximativ 30 de metri mai jos. Clădirea a depășit astfel clădirea de formă dreptunghiulară a „Hotelului Radisson” cu câțiva metri, fiind cea mai înaltă clădire locuită din Hamburg. Datorită formei de pană a depozitului (în vedere de sus), Elbphilharmonia are 85 de metri lățime în est și 22 de metri lățime în vest.
Accesul principal în edificiu este, printre altele, o scară rulantă de 80 de metri lungime, ușor arcuită și o scară rulantă dreaptă, mai scurtă, care împreună leagă parterul cu Plaza, un nivel de vizualizare la înălțimea fostului acoperiș al Kaispeicher–ului, care este accesibil gratuit și reglementat de bilete pentru a limita numărul de vizitatori. Un total de 29 de ascensoare și unsprezece scări interioare oferă acces la întreaga clădire.

## Utilități
Clădirea are o suprafață brută de aproximativ 125.000 mp. Conține săli de concerte, un hotel, restaurante și 45 de apartamente.

### Sălile de concert
Utilizatorul sălilor de concert este HamburgMusik gGmbH. Chiar înainte de ceremonia de inaugurare, această societate a organizat așa-numitele „concerte Elbphilharmonie” atât în Laeiszhalle, cât și în alte locații din Hamburg.
Există sala mare de concert cu 2.100 de locuri, o sală mică cu 550 de locuri și o a treia sală, Kaistudio 1, cu 170 de locuri.
- Sala mare urmează principiul „arhitecturii de podgorie”, care se referă la proiectul arhitectului Hans Scharoun pentru Sala Filarmonicii din Berlin (1957). Cu acest design, scena este ușor decalată de mijlocul sălii, în timp ce nivelele se ridică ca o vie în trepte grupate în jurul ei. În Filarmonica Elba nici un loc nu este mai departe de 30 de metri de podiumul dirijorului.[7] Înălțimea sălii are 25 de metri.[17]

Acusticianul de renume internațional Yasuhisa Toyota a fost angajat pentru a obține cel mai bun efect sonor posibil pentru această încăpere. Toyota a creat deja conceptele a peste cincizeci de alte săli de concerte și locații din întreaga lume. Pentru a dispersa undele sonore s-au instalat aici aproximativ 10.000 de plăci de gips-carton microformate individual. Sala mare de concerte are instalată o orgă construită de Johannes Klais Orgelbau. Instrumentul are 69 de registre cu 4.765 de tuburi, dintre care 380 sunt din lemn. Acestea distribuite pe patru claviaturi (două gonflabile) și pedală.
- Sala mică are panouri de perete din stejar de pe Valea Loarei frezat și curbat, care sunt de asemenea proiectate individual pentru a asigura o acustică optimă.[10] Este folosit în primul rând pentru a prezenta muzică de cameră și este de asemenea, deschis pentru alte utilizări, cum ar fi concerte de jazz sau banchete.

- În plus, există sala Kaistudio care permite 170 de vizitatori și este destinat să servească activităților educaționale.[18]

### Spațiu public: Plaza
Între soclul din cărămidă și structura de sticlă se află un spațiu accesibil publicului la o înălțime de 37 de metri, care servește drept nivel de acces pentru foaierul sălilor de concert și al hotelului. O parte a pieței este o alee de plimbare în aer liber în jurul întregii clădiri. De aici există o vedere asupra brațului Norderelbe, a portului, HafenCity și centrul orașului, precum și vederi în sus către diferitele niveluri ale foaierului pentru concerte.

### Hotel
În partea de est a etajelor 6-20 ale clădirii se află hotelul de cinci stele „The Westin Hamburg” cu 244 de camere și apartamente, care este operat de lanțul hotelier Westin Hotels & Resorts, care este deținut de Marriott International. Deschiderea a avut loc pe 4 noiembrie 2016. Hotelul are o zonă de spa cu piscină, saune și o zonă de fitness la etajul 6, o zonă de conferințe și un restaurant pentru 170 de oaspeți la etajul 7. Holul este situat la etajul 8 și poate fi accesat din piața publică (doar pentru oaspeții hotelului) și prin lifturi din zona de intrare de la parter.

### Gastronomie
În partea de vest a Kaispeicher-ului, baza de cărămidă a Elbphilharmonie, se află restaurantul „Störtebeker”, care este operat pe trei etaje de Störtebeker Braumanufaktur împreună cu Hotel & Restaurant GmbH. La etajul 5 se află un restaurant cu bar pentru un total de 220 de oaspeti, iar la etajul 6 se află un magazin si zona de degustare de bere. Există, de asemenea, o cofetărie de delicatese cu degustări și băuturi în piața de la etajul 8.

### Locuințe private
Pe lângă utilizarea culturală a sălilor de concert și a zonei de educație muzicală, clădirea include 45 de unități rezidențiale de lux, care sunt printre cele mai scumpe din oraș, cu prețuri de achiziție de până la zeci de mii de euro.

### Parcare
Pe lângă Kaistudio 1 și spații pentru educație muzicală, fostul Kaispeicher are și un garaj cu 433 de locuri de parcare, dintre care 170 sunt rezervate oaspeților hotelului și proprietarilor de locuințe.

## Acoperișul

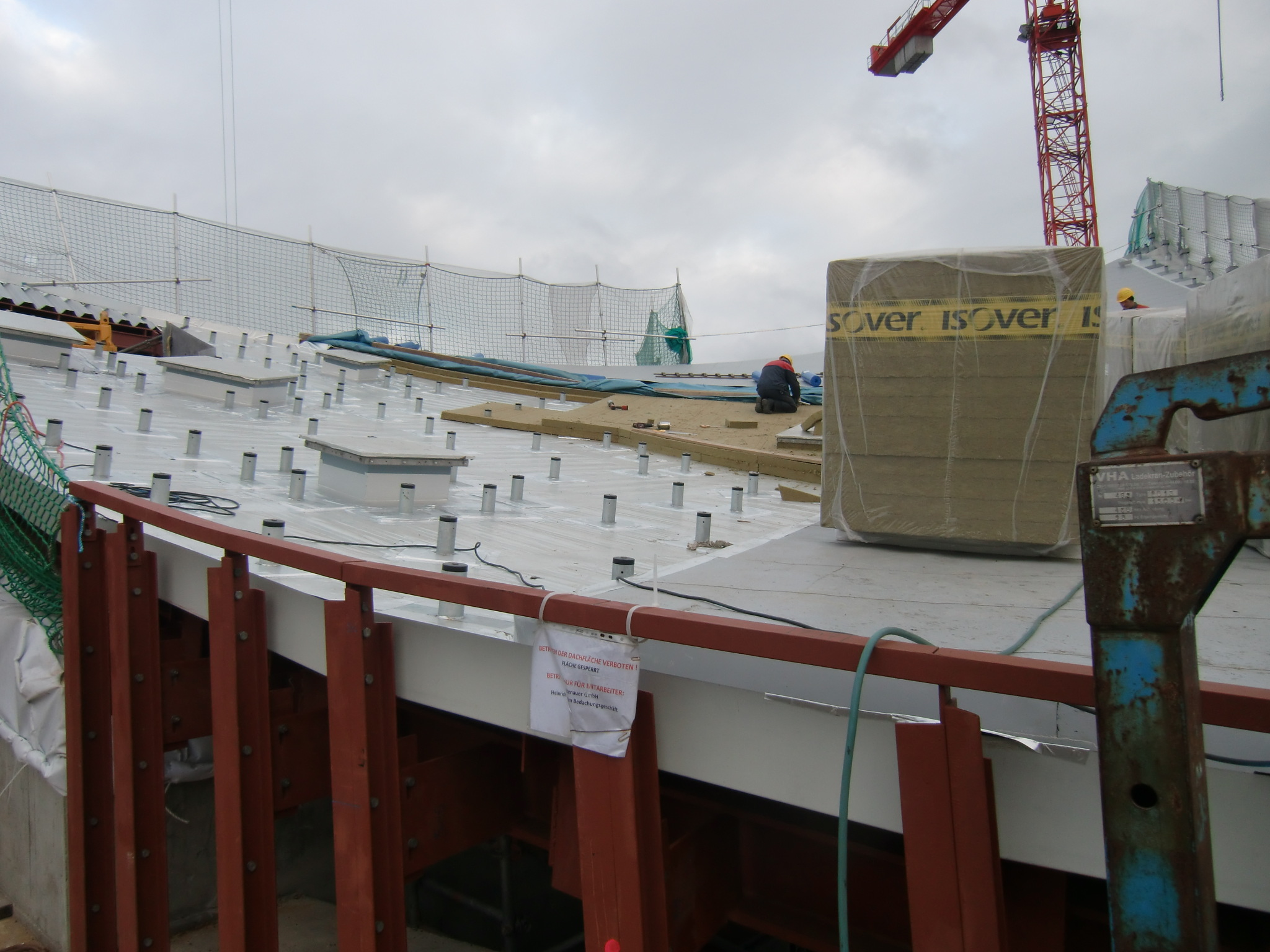
Substructura pentru montarea discurilor de aluminiu.

Clădirea cu 26 etaje în care sunt găzduite sălile de concert, gastronmia, hotelul și locuințele, având punctul cel mai înalt de 110 m este amplasată direct lângă Râul Elba. Acoperișul ei atrage atenția prin forma sa ondulată, fiind format din opt suprafețe individuale și este acoperit cu aproape 6.000 de plăci perforate rotunde de aluminiu, montate pe o substructură de aluminiu. Planificarea, executarea și instalarea acoperișului și a substructurii acestuia a fost atribuită firmei Wittenauer GmbH din Sasbach. Pentru lucrările de acoperiș, la marginea acoperișului a trebuit să se ridice schele cu balustrade și plase de protecție împotriva căderii. Personalul de montaj a fost sprijinit parțial de alpiniști utilitari, lucrările desfășurându-se la o înălțime cuprinsă între 78 și 110 metri.
Acoperișul are o structură de susținere din grinzi curbe de oțel, care dau forma unui val. Deasupra izolației s-au montat suporturile pentru substructura tablelor perforate. Aceste suporturi cilindrice, așa-numitele picioare, constau dintr-o placă de bază de oțel și un tub de oțel sudat. În total s-au montat de către montatorii de la Wittenauer 4500 de picioare de prindere. De acestea s-a fixat subconstrucția de aluminiu care susține discurile găurite de aluminiu. Pentru a proteja împotriva coroziunii și a razelor UV, panourile au fost acoperite cu un strat de pulbere care este prevăzut să reziste la intemperii până la 20 de ani. Condiția pentru durabilitatea acoperirii este ca discurile să fie curățate în mod regulat.
La marginea acoperișului sunt instalate dispozitive pe suporturi de oțel pe care curățătorii de geamuri le pot folosi pentru a coborî în rapel pentru a curăța fațada.

## Galerie de poze

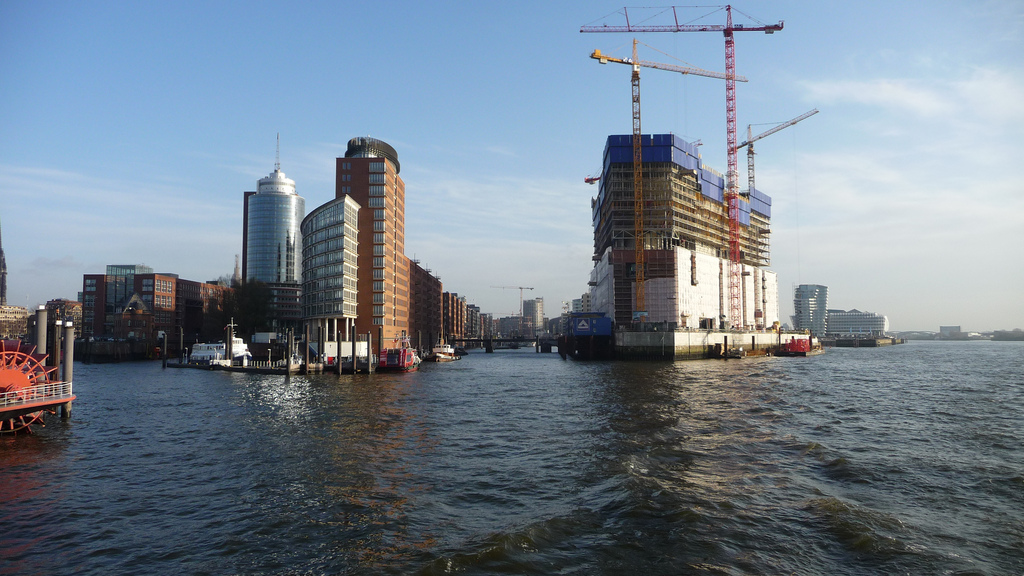
Elbphilharmonie în construcție (decembrie 2009)
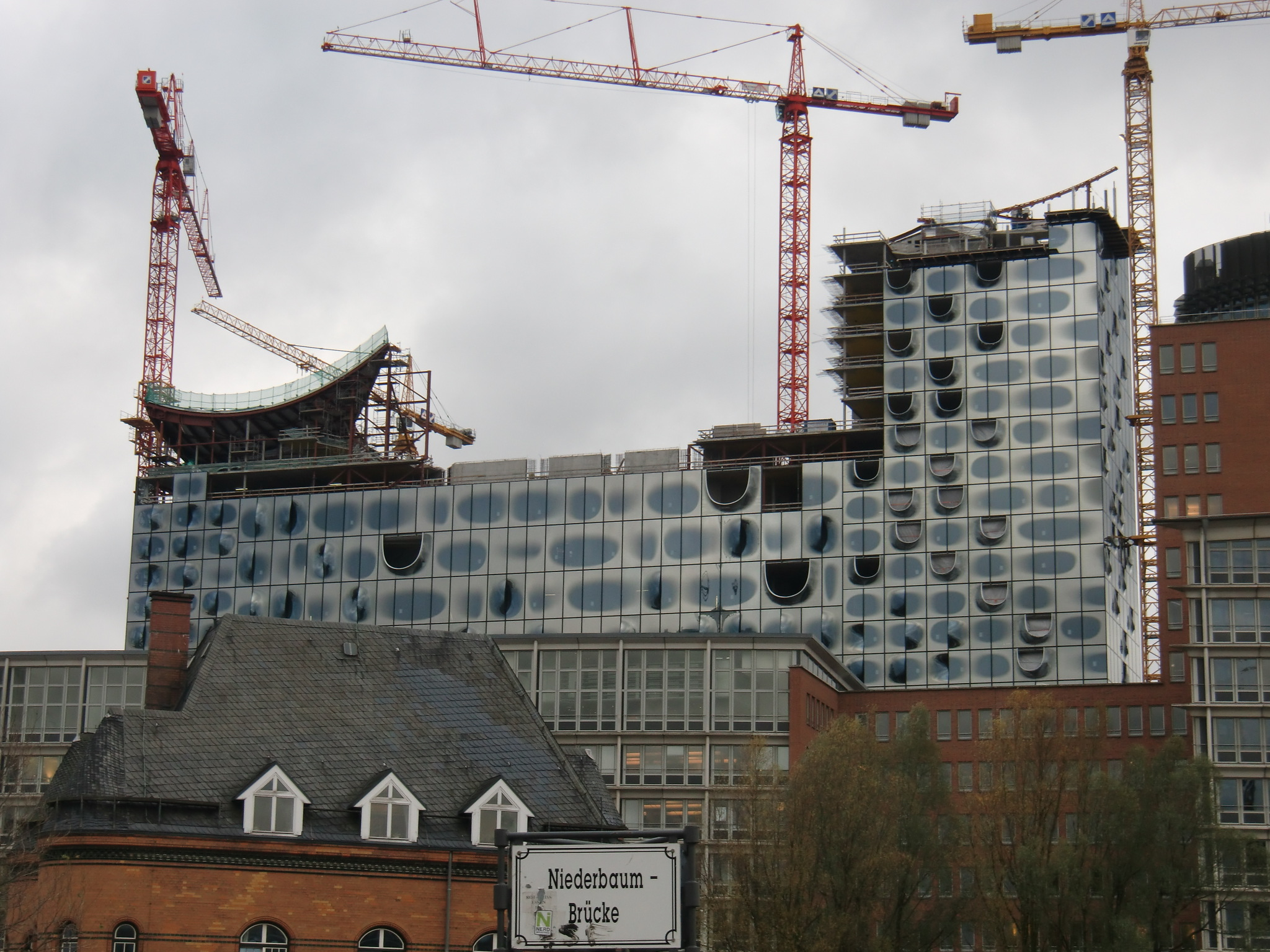
Vedere spre Elbphilharmonie de pe Niederbaumbrücke (2010)
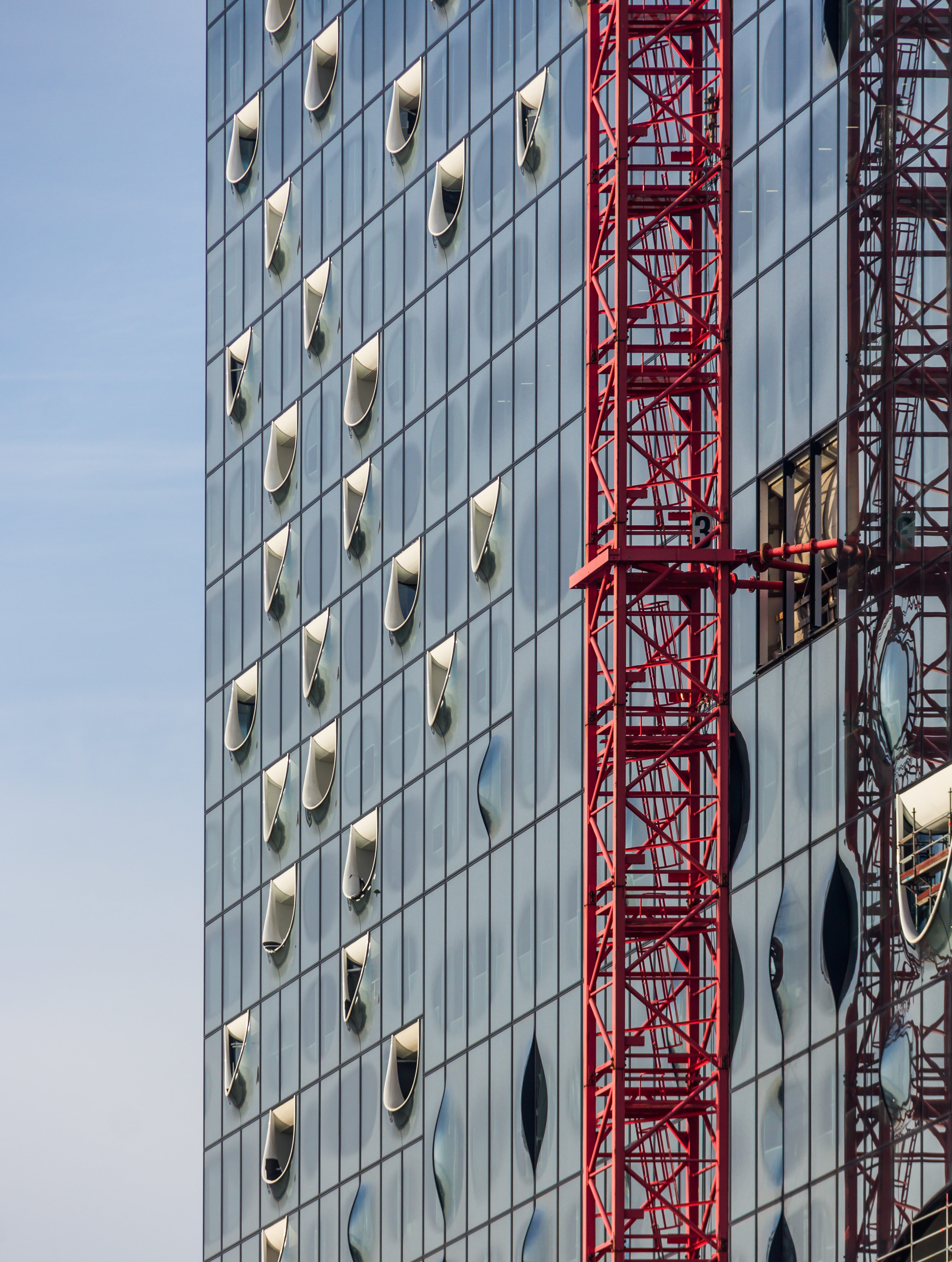
Macara lângă fațada Elbphilharmoniei (2015)
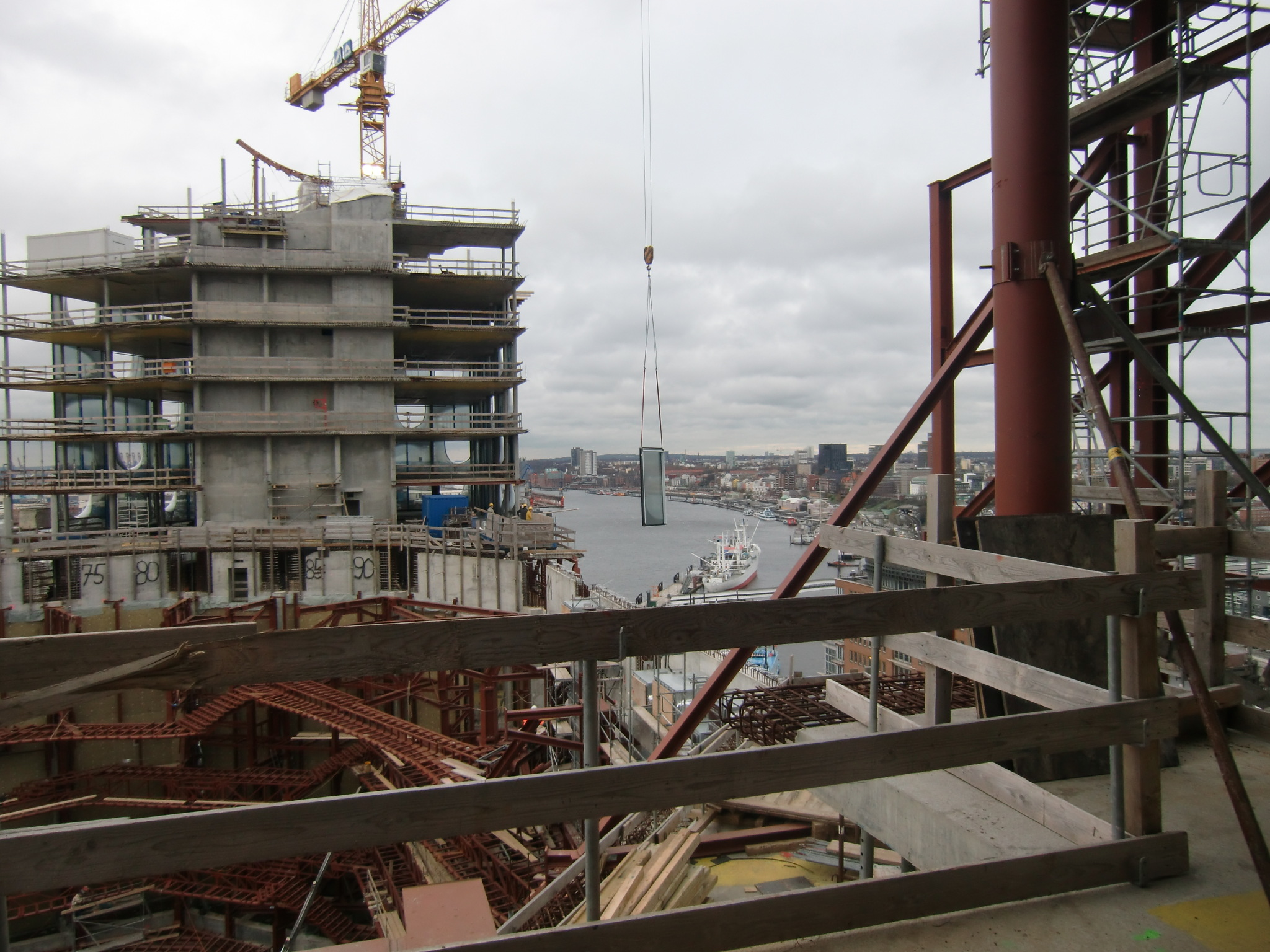
Montarea ferestrelor la Elbphilharmonie (2010)

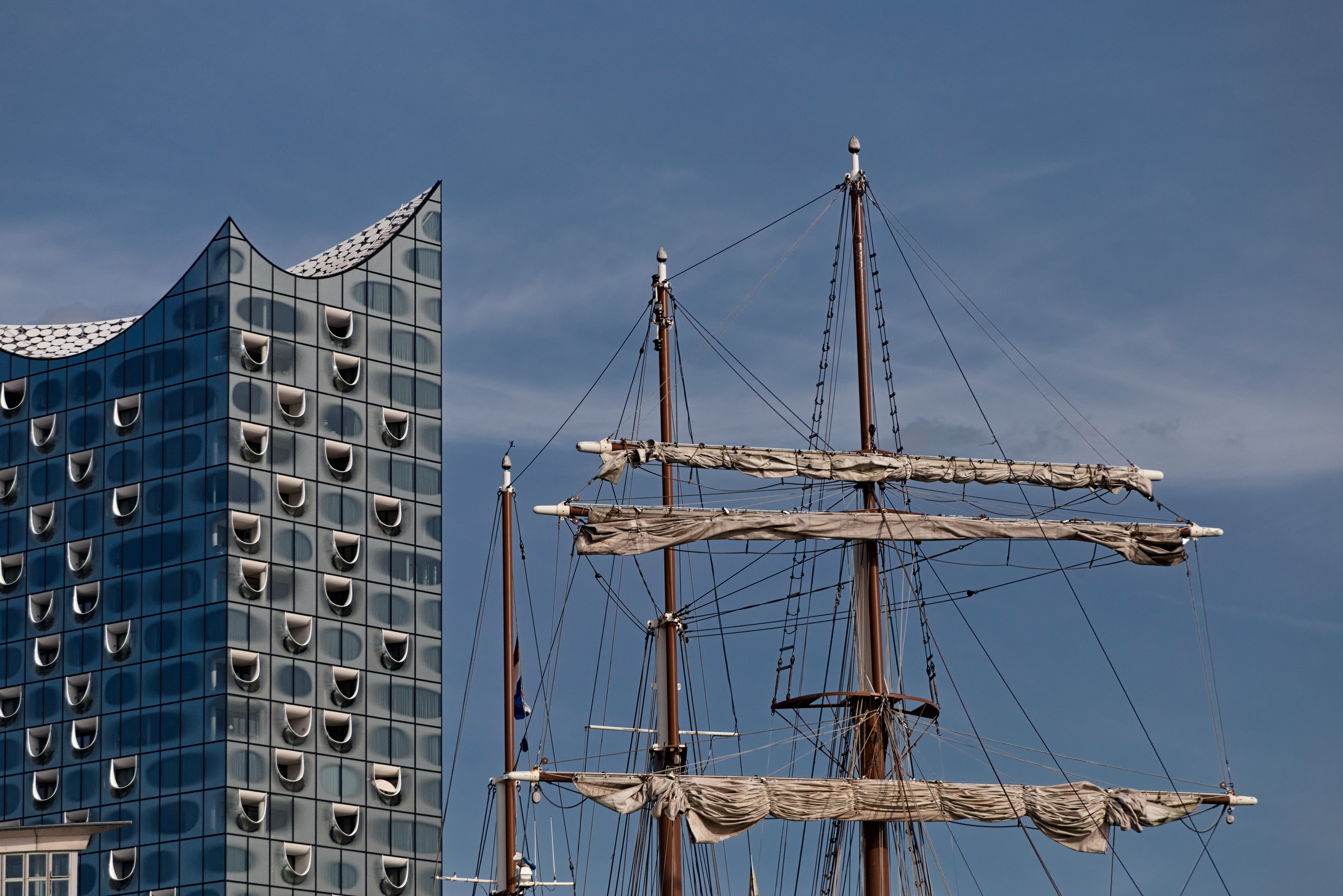
Elbphilharmonie și catarge ale trimasterului „Mare Frisium” în portul Hamburg
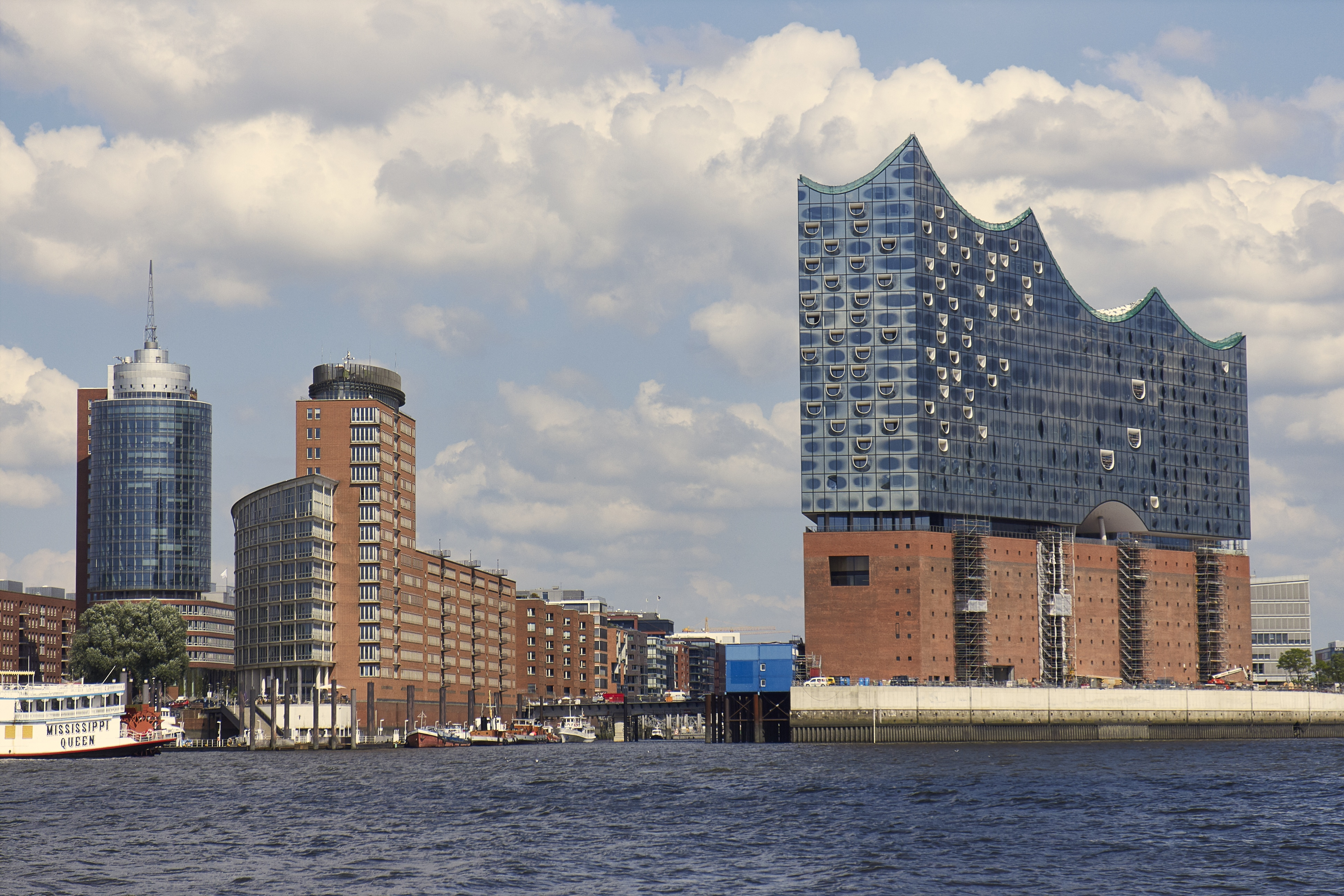
Iulie 2015

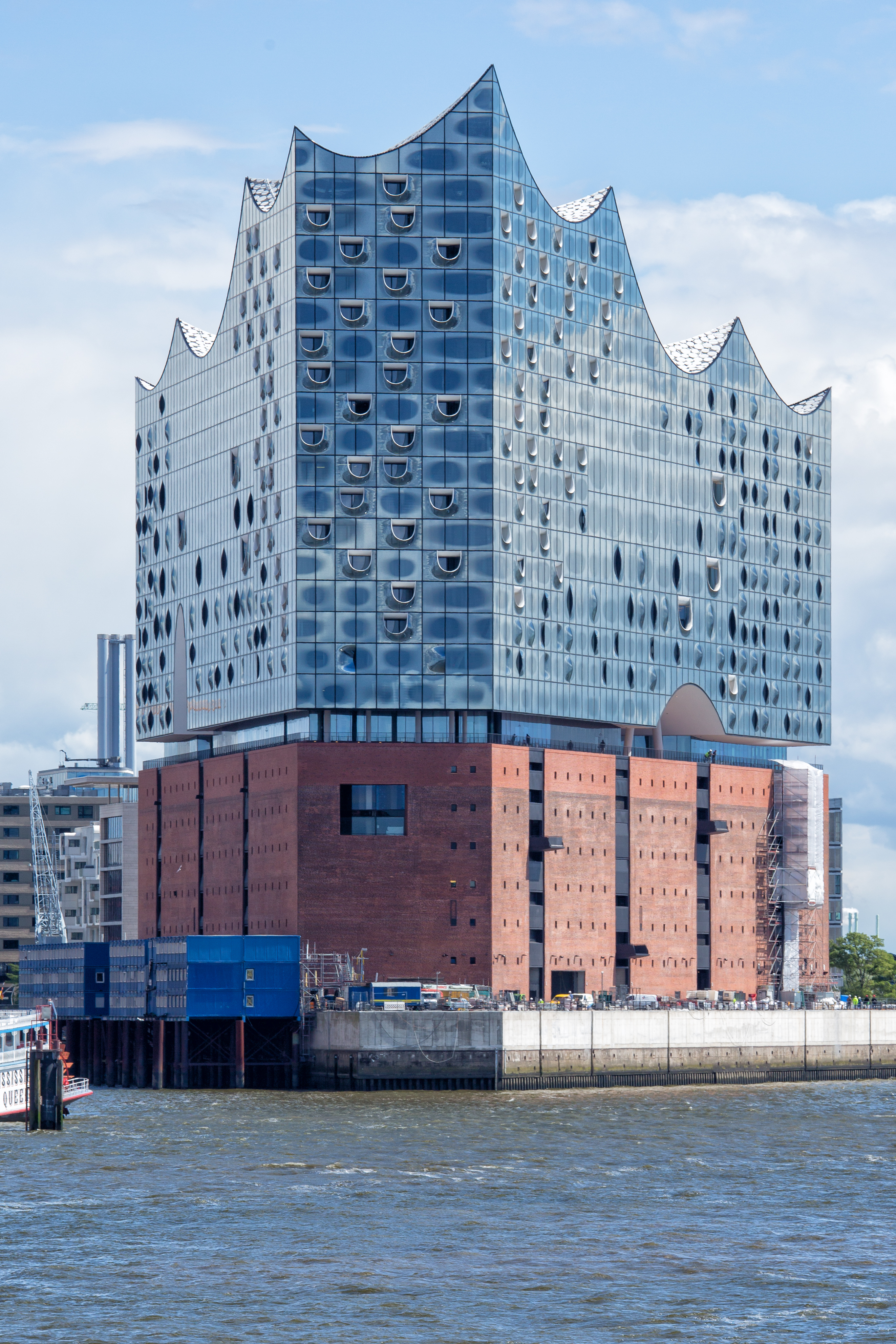
Elbphilharmonie august 2016
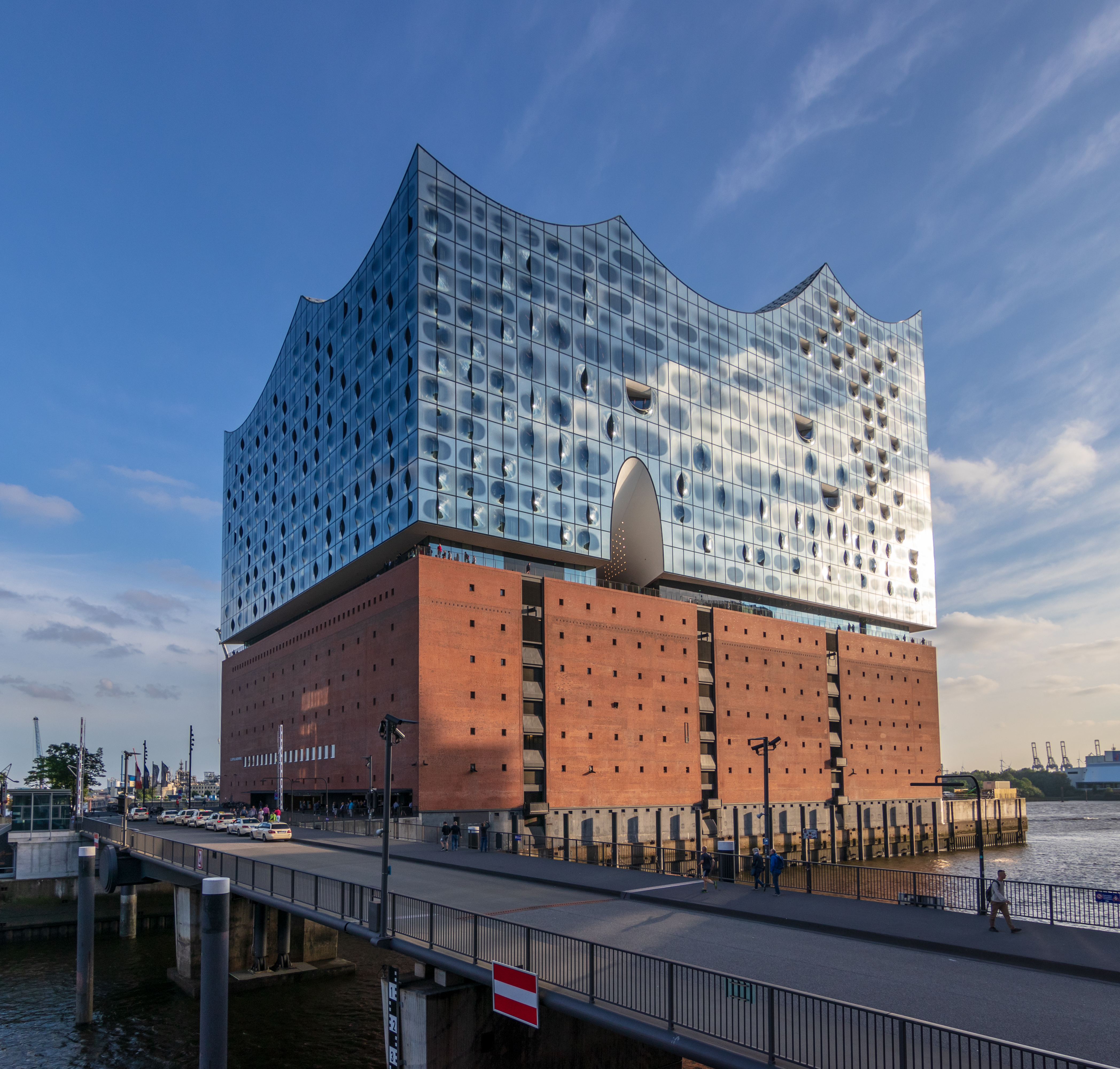
Vedere dinspre Speicherstadt (2018)
Sala mare de concerte din Elbphilharmonie
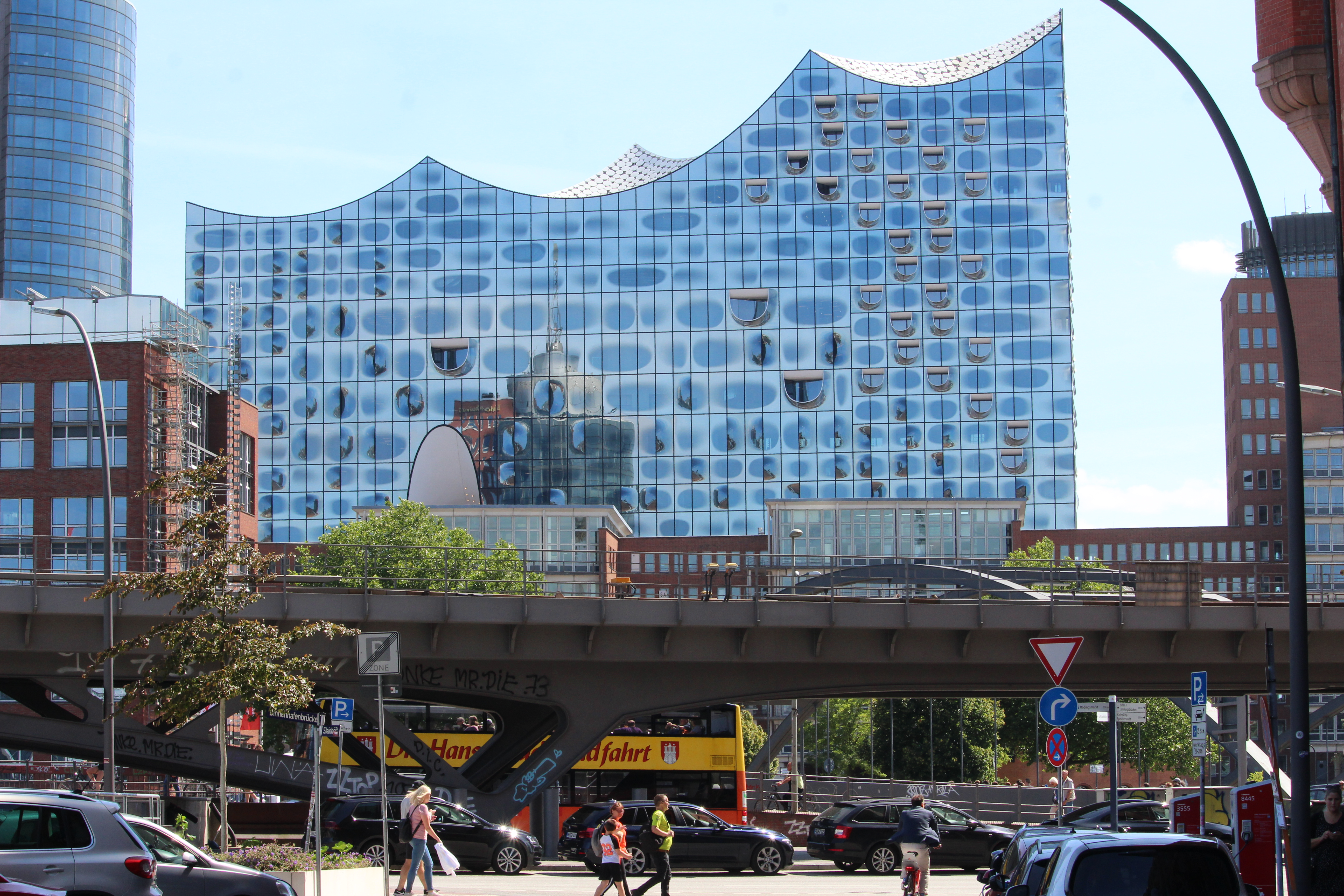
Elbphilharmonie, vedere dinspre Schaartor
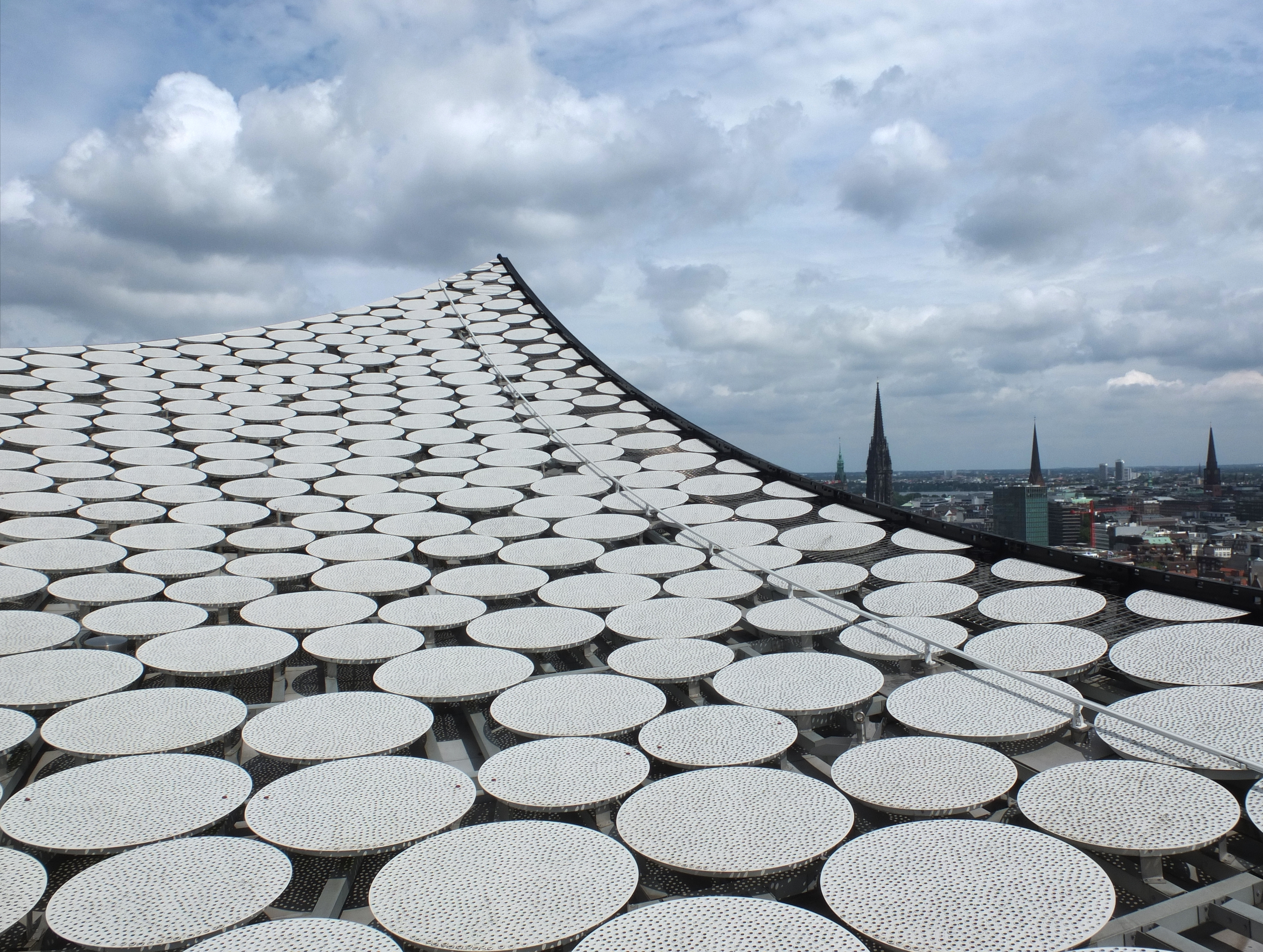
Detaliu de construcție al acoperișului